# Terafòsids
Els terafòsids (Theraphosidae, gr. thera, "animal salvatge, bèstia" i phos, "llum") són una família d'aranyes migalomorfes descrita per Tord Tamerlan Teodor Thorell l'any 1870.
Són pròpies dels països tropicals. Als països hispanoparlants d'Amèrica se les coneix com a taràntules o aranyes pollet, igual com ho fan amb els membres de la família dels diplúrids. Tanmateix, no s'han de confondre amb les taràntules d'Europa, que pertanyen a una família molt diferent, els licòsids, i que són les que van originar el nom de «taràntules». Viuen des de les regions tropicals fins a les temperades d'Amèrica del Sud i Amèrica Central, el sud-oest dels Estats Units, Àsia, Europa meridional, Àfrica i Austràlia.

## Morfologia
Els terafòsids són aranyes de mida gran que poden arribar a viure molts anys. Tenen unes potes molt llargues i robustes, i estan cobertes per grans pèls.
Com la majoria de les taràntules americanes, els individus d'aquesta família exhibeixen un dimorfisme sexual pronunciat. Els mascles tendeixen a ser més petits, especialment en la mida de l'abdomen, i poden tenir colors vius, essent les femelles més fosques. A més, els mascles tenen una esperança de vida molt curta amb relació a la de les femelles.
La mida depèn de l'espècie; el seu cos varia de 2,5 a 10 cm, i comptant la llargada de les potes, poden fer de 8 a 30 cm. El terafòsid més gran pot arribar a pesar uns 90 grams. La gran majoria són de color cafè o negre, tanmateix algunes espècies tenen una coloració més variada, que va des del blau cobalt (Haplopelma lividum), el negre amb ratlles blanques (Eupalaestrus campestratus i Acanthoscurria geniculata) fins a un blau metàl·lic amb un taronja vibrant a l'abdomen (Chromatopelma cyaneopubescens).
A part del “pèl” normal que cobreix el cos de les taràntules americanes, moltes espècies d'aquesta família tenen una densa capa de pèl irritant o urticant en l'opistosoma, al voltant d'uns 10.000 pèls per mm², que el poden usar com a protecció contra els depredadors. Aquests pèls són molt fins i barbats, i tot i estar dissenyats per actuar com a repel·lents, no contenen verí. Algunes espècies poden llançar aquests pèls a distància com a projectils. També són usats per marcar el territori, o per reforçar la teranyina o el cau, actuant contra els predadors que vulguin alimentar-se de les cries, com és els cas d'algunes mosques. Per als seus enemics, els pèls poden arribar a ser letals o, en el cas més suau, ser un simple repel·lent. En els cas dels éssers humans poden provocar irritació als ulls, pell i al nas, i el pitjor és si són inhalats, ja que poden arribar a afectar els pulmons. Els símptomes varien segons les diferents espècies.

## Ecologia
Ocupen una àmplia gamma d'hàbitats, incloent-hi la sabana, el desert, la muntanya, la selva plujosa i el bosc humit. En aquest sentit, han estat subdividides en dos tipus de grups:
- els terrestres, que sovint excaven caus a terra
- els arbòries, que estan en els arbres.

La gran majoria són depredadors nocturns i maten la seva presa en injectar el verí a través dels seus ullals. Esperen a la víctima parcialment amagats a l'entrada del seu cau per emboscar la presa que passi per allà. Té uns pèls sensibles per detectar i localitzar les vibracions que la seva presa emet en moure's. Algunes espècies usen el seu fil de seda per detectar el moviment, quan alguna presa entra en contacte amb un dels fils.
Com la majoria de les aranyes, tenen una vista deficient i no poden veure més que llum i foscor; en canvi tenen molt desenvolupat el sentit del tacte. Generalment semblen escollir la seva presa detectant el grau de perillositat, la mida, etc. Algunes d'elles aconsegueixen atrapar animals com petits ocells o ratolins, però la seva dieta bàsica consisteix en insectes com llagostes i grills.
Els terafòsids viuen en una gran varietat de caus. Els terrestres viuen en forats sota terra, els quals han estat cavats per elles mateixes o van ser abandonats per algun altre animal. Els túnels són dissenyats amb seda i col·loquen una xarxa a l'entrada per segellar-la. D'altres taràntules fan els seus caus entre les roques, arbres buits o sota de l'escorça dels arbres. Finalment moltes d'elles fan caus de seda en els arbres, parets rocoses, edificis o entre les fruites com les bananes o pinyes.
Fins i tot les aranyes més pesants estan molt bé dotades per a l'escalada, com Grammostola rosea que pot escalar verticalment una superfície de vidre. Però aquesta activitat pot arribar a ser fatal, ja que una caiguda substancial pot arribar a trencar el seu fràgil abdomen. Les espècies arbòries estan més adaptades a la vida en les altures. Són més petites i resisteixen millor una caiguda que les terrestres.
Els terafòsids són usualment solitaris i poden atacar els de la seva mateixa espècie. Però hi ha excepcions, com Avicularia avicularia, la qual pot romandre en comunitat, ja que són més tolerants entre elles. Tanmateix, totes les taràntules són caníbals. En el cas de les mascotes, si el terrari és prou gran, té prou amagatalls, els espècimens són gairebé de la mateixa mida i hi ha aliment per a totes, no hi ha raó perquè hi hagi canibalisme.

### Aparellament
Quan un mascle troba un cau d'una femella, crida la seva atenció fent vibrar el seu cos i colpejant les seves potes frontals. Sí la femella és receptiva, aquesta també fa vibrar el seu cos i colpeja les seves potes del davant. Després de la copulació, el mascle s'ha d'allunyar de la femella el més ràpid possible, ja que pot ser devorat. Si la femella decideix no copular amb el mascle, intentarà menjar-se'l. Aquest comportament, és tanmateix, menys comú en els terafòsids que en les altres famílies d'aranyes.
Una vegada que arriben a la maduresa sexual, els mascles teixiran una estora de seda en una superfície plana. Després, freguen el seu abdomen en aquesta estora alliberant una quantitat de semen a l'estora. Insereixen els seus pedipalps, els apèndixs que semblen petites potes ubicades entre les potes davanteres i els quelícers, al banc de semen. Els pedipalps absorbeixen el semen i el mantenen en condicions prou temps fins que trobi una femella apropiada per acoblar-se. Quan el mascle detecta la presència d'una femella, ell inicia l'intercanvi de senyals amb ella per indicar-li que és de la mateixa espècie i per fer-la entrar en l'etapa receptiva. Després s'apropa a la femella i si tot va bé, insereix els seus pedipalps en l'orifici de la femella ubicat sota el seu abdomen. Després que el semen ha estat transferit a la femella, aquest haurà de fugir ràpidament.
La femella diposita entre 50 i 2.000 ous segons l'espècie, i ho fa en un sac fet de seda que el guarda de 6 a 7 setmanes. Després de l'eclosió dels ous, les petites aranyes romanen al cau durant un temps.

## Cicle vital

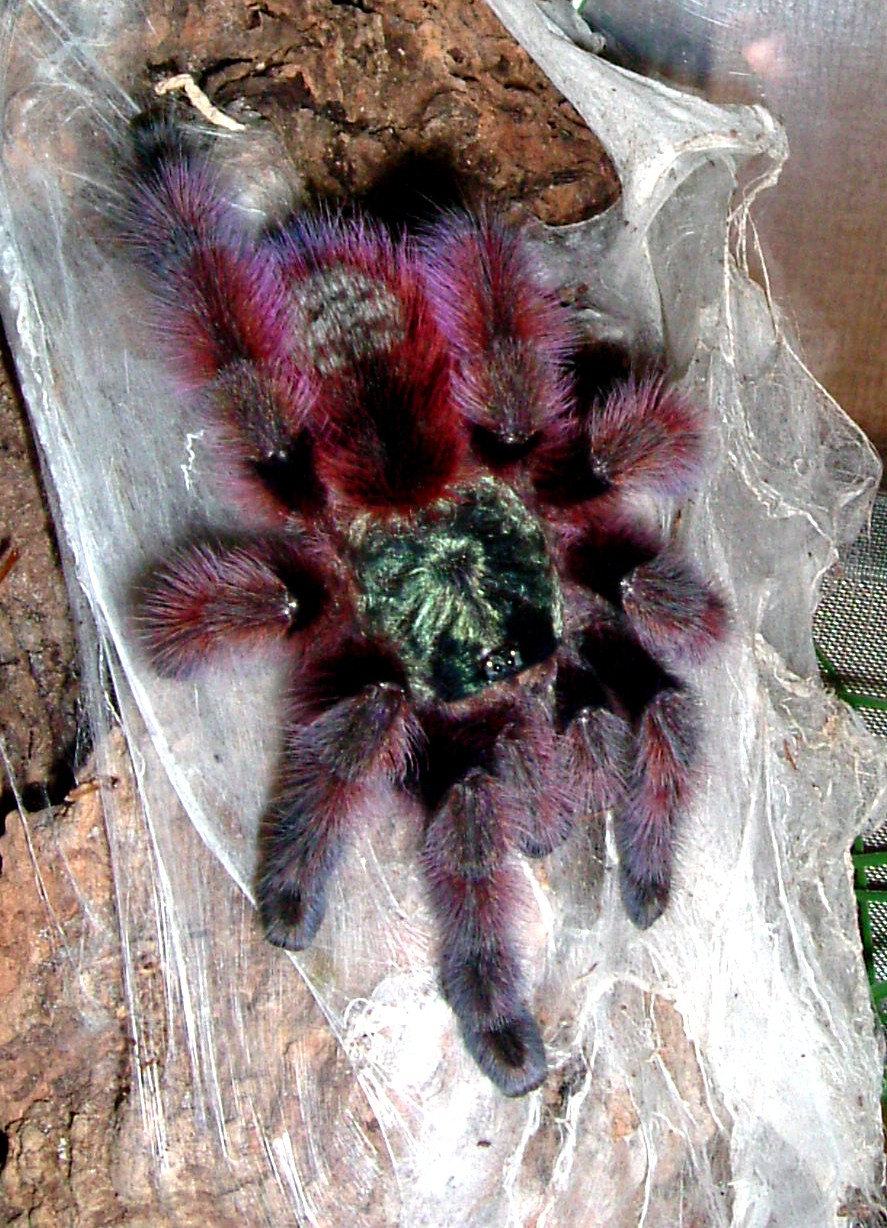
Femella subadulta, d'uns 16 mesos, de Caribena versicolor, (sin. Avicularia versicolor).

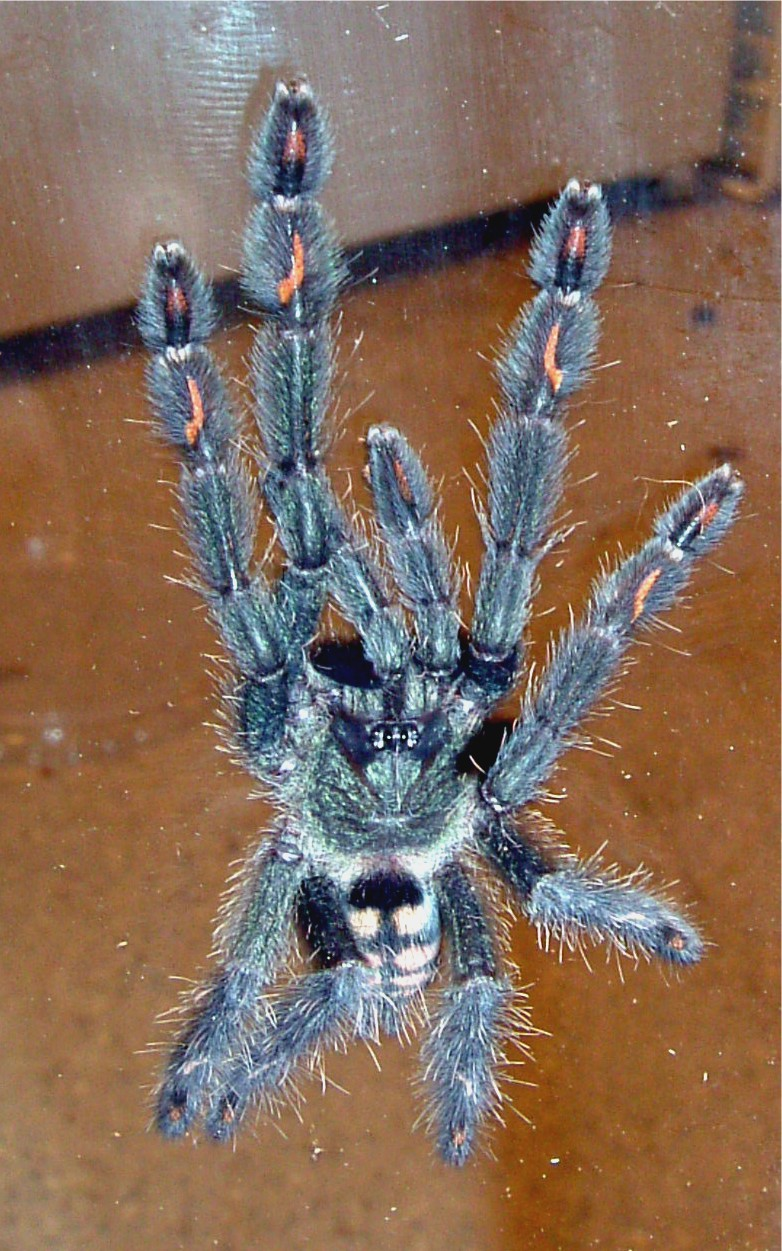
Psalmopoeus irminia

Com moltes aranyes, els terafòsids han de canviar periòdicament el seu exoesquelet per créixer, en el procés conegut com la muda. Les joves fan això diverses vegades l'any, mentre que les adultes, ho fan una mitjana d'una vegada a l'any, i reemplacen potes perdudes o el pèl urticant.
Tenen una llarga expectativa de vida. Moltes espècies triguen de 2 a 5 anys per assolir la maduresa, però d'altres arriben fins a 10 anys en assolir l'etapa adulta. Quan arriben a l'edat adulta, els mascles tenen d'un a un any i mig de vida per trobar una femella per fecundar. És rar que una vegada el mascle madura, torni a mudar.
Les femelles continuen la mudança fins i tot després de la maduresa, i poden regenerar potes perdudes i incrementar la seva expectativa de vida. Les femelles poden arribar als 30 anys i, excepcionalment fins als 40 anys. Però fonamentalment, si les femelles estan en bones condicions, poden viure uns 20-30 anys i els mascles 10-12 anys, segons l'espècie.

## Llista de gèneres
Segons el World Spider Catalog versió 19.5 del 13 de setembre de 2018, existeixen les següents espècies:
| - Acanthopelma F. O. Pickard-Cambridge, 1897 - Acanthoscurria Ausserer, 1871 - Acentropelma Pocock, 1901 - Aenigmarachne Schmidt, 2005 - Agnostopelma Pérez-Miles & Weinmann, 2010 - Aguapanela Perafán & Cifuentes, 2015 - Ami Pérez-Miles, 2008 - Annandaliella Hirst, 1909 - Anoploscelus Pocock, 1897 - Antillena Bertani, Huff & Fukushima, 2017 - Aphonopelma Pocock, 1901 - Augacephalus Gallon, 2002 - Avicularia Lamarck, 1818 - Bacillochilus Gallon, 2010 - Barropelma Chamberlin, 1940 - Batesiella Pocock, 1903 - Bistriopelma Kaderka, 2015 - Bonnetina Vol, 2000 - Brachionopus Pocock, 1897 - Brachypelma Simon, 1891 - Bumba Pérez-Miles, Bonaldo & Miglio, 2014 - Cardiopelma Vol, 1999 - Caribena Fukushima & Bertani, 2017 - Catanduba Yamamoto, Lucas & Brescovit, 2012 - Catumiri Guadanucci, 2004 - Ceratogyrus Pocock, 1897 - Chaetopelma Ausserer, 1871 - Chilobrachys Karsch, 1892 - Chromatopelma Schmidt, 1995 - Citharacanthus Pocock, 1901 - Citharognathus Pocock, 1895 - Clavopelma Chamberlin, 1940 - Coremiocnemis Simon, 1892 - Cotztetlana Mendoza, 2012 - Crassicrus Reichling & West, 1996 - Cubanana Ortiz, 2008 - Cyclosternum Ausserer, 1871 - Cyriocosmus Simon, 1903 - Cyriopagopus Simon, 1887 - Cyrtopholis Simon, 1892 - Davus O. Pickard-Cambridge, 1892 - Dolichothele] Mello-Leitão, 1923 - Encyocratella Strand, 1907 - Encyocrates Simon, 1892 - Ephebopus Simon, 1892 - Euathlus Ausserer, 1875 - Eucratoscelus Pocock, 1898 - Eumenophorus Pocock, 1897 - Eupalaestrus Pocock, 1901 | - Euphrictus Hirst, 1908 - Eurypelmella Strand, 1907 - Euthycaelus Simon, 1889 - Grammostola Simon, 1892 - Guyruita Guadanucci, Lucas, Indicatti & Yamamoto, 2007 - Hapalopus Ausserer, 1875 - Hapalotremus Simon, 1903 - Haploclastus Simon, 1892 - Haplocosmia Schmidt & von Wirth, 1996 - Harpactira Ausserer, 1871 - Harpactirella Purcell, 1902 - Hemirrhagus Simon, 1903 - Heterophrictus Pocock, 1900 - Heteroscodra Pocock, 1900 - Heterothele Karsch, 1879 - Holothele Karsch, 1879 - Homoeomma Ausserer, 1871 - Hysterocrates Simon, 1892 - Idiothele Hewitt, 1919 - Iridopelma Pocock, 1901 - Ischnocolus Ausserer, 1871 - Kankuamo Perafán, Galvis & Pérez-Miles, 2016 - Kochiana Fukushima, Nagahama & Bertani, 2008 - Lampropelma Simon, 1892 - Lasiodora C. L. Koch, 1850 - Lasiodorides Schmidt & Bischoff, 1997 - Longilyra Gabriel, 2014 - Loxomphalia Simon, 1889 - Loxoptygus Simon, 1903 - Lyrognathus Pocock, 1895 - Magnacarina Mendoza, Locht, Kaderka, Medina & Pérez-Miles, 2016 - Magulla Simon, 1892 - Mascaraneus Gallon, 2005 - Megaphobema Pocock, 1901 - Melloleitaoina Gerschman & Schiapelli, 1960 - Metriopelma Becker, 1878 - Miaschistopus Pocock, 1897 - Monocentropus Pocock, 1897 - Munduruku Miglio, Bonaldo & Pérez-MIles, 2013 - Mygalarachne Ausserer, 1871 - Myostola Simon, 1903 - Neischnocolus Petrunkevitch, 1925 - Neoheterophrictus Siliwal & Raven, 2012 - Neoholothele Guadanucci & Weinmann, 2015 - Neostenotarsus Pribik & Weinmann, 2004 - Nesiergus Simon, 1903 - Nesipelma Schmidt & Kovařík, 1996 - Nhandu Lucas, 1983 - Omothymus Thorell, 1891 | - Ornithoctonus Pocock, 1892 - Orphnaecus Simon, 1892 - Ozopactus Simon, 1889 - Pachistopelma Pocock, 1901 - Pamphobeteus Pocock, 1901 - Pelinobius Karsch, 1885 - Phlogiellus Pocock, 1897 - Phoneyusa Karsch, 1884 - Phormictopus Pocock, 1901 - Phormingochilus Pocock, 1895 - Phrixotrichus Simon, 1889 - Plesiopelma Pocock, 1901 - Plesiophrictus Pocock, 1899 - Poecilotheria Simon, 1885 - Proshapalopus Mello-Leitão, 1923 - Psalmopoeus Pocock, 1895 - Psednocnemis West, Nunn & Hogg, 2012 - Pseudhapalopus Strand, 1907 - Pseudoclamoris Hüsser, 2018 - Pterinochilus Pocock, 1897 - Pterinopelma Pocock, 1901 - Reichlingia Rudloff, 2001 - Reversopelma Schmidt, 2001 - Sahydroaraneus Mirza & Sanap, 2014 - Schismatothele Karsch, 1879 - Schizopelma F. O. Pickard-Cambridge, 1897 - Scopelobates Simon, 1903 - Selenocosmia Ausserer, 1871 - Selenogyrus Pocock, 1897 - Selenotholus Hogg, 1902 - Selenotypus Pocock, 1895 - Sericopelma Ausserer, 1875 - Sickius Soares & Camargo, 1948 - Sphaerobothria Karsch, 1879 - Stichoplastoris Rudloff, 1997 - Stromatopelma Karsch, 1881 - Tapinauchenius Ausserer, 1871 - Theraphosa Thorell, 1870 - Thrigmopoeus Pocock, 1899 - Thrixopelma Schmidt, 1994 - Tmesiphantes Simon, 1892 - Trichognathella Gallon, 2004 - Trichopelma Simon, 1888 - Typhochlaena C. L. Koch, 1850 - Umbyquyra Gargiulo, Brescovit & Lucas, 2018 - Vitalius Lucas, Silva & Bertani, 1993 - Xenesthis Simon, 1891 - Ybyrapora Fukushima & Bertani, 2017 |

### Fòssils
Segons el World Spider Catalog versió 19.0 (2018), existeix un gènere fòssil:
- †Ischnocolinopsis Wunderlich, 1988